# Macana

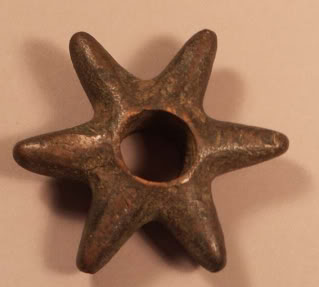
Cabeza de macana

La macana es un arma ofensiva, a manera de machete o de porra, hecha con maderas duras y a veces con filo de pedernal, que usaban los nativos americanos. El término macana de origen taíno se emplea ampliamente para referirse a las mazas de madera que utilizaban los guerreros de los pueblos precolombinos en América central y Sudamérica, aunque también suele usarse para designar a los garrotes pesados.
Algunas macanas de las que se tiene constancia son el macuahuitl usado por los mexicas, que tenía navajas u hojas de obsidiana o pedernal incrustados en sus lados, y una especie de macana-lanza utilizada por los incas y otros pueblos andinos, que consistía en un asta de madera con una piedra u otro objeto contundente en un extremo, que tenía regularmente la forma de una estrella para maximizar el daño al golpear, pudiendo provocar heridas muy graves como fracturas y desgarraduras. Era el arma más común en el arsenal del ejército inca.

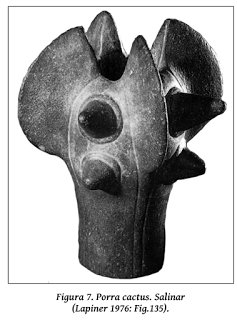
Forma particular

En castellano moderno el término se usa (de forma coloquial) para referirse a un arma utilizada por guardias de seguridad o policías antidisturbios, con una forma muy similar a las tonfas de Okinawa.
En el lunfardo rioplatense significa un "despropósito" o "mentira" que se dice.
|                             |
| Macana con cabeza de bronce |

|                   |
| Cabezas de bronce |

|                                        |
| Macana del Amazonas. Museo de América. |

|            |
| Macuahuitl |

|             |
| Armas incas |

|                  |
| Macana de bronce |

|                                   |
| Diferentes tipos de macanas incas |